# Guy Émeric Anne de Durfort-Civrac
Pour les articles homonymes, voir Durfort et Civrac.
Guy Émeric Anne de Durfort-Civrac (Paris, 25 juin 1767 - château de Fontpertuis de Lailly-en-Val, 6 octobre 1837), 2e duc de Lorges, est un militaire et une personnalité politique français des XVIIIe et XIXe siècles.

## Biographie
Fils aîné de Jean-Laurent, marquis de Durfort-Civrac, depuis duc de Lorges, Gui-Émeric-Anne de Durfort-Civrac suivit lui aussi la carrière des armes. Capitaine au régiment de Royal-Piémont Cavalerie en 1788,, il fait avec son père et son frère les campagnes de l'émigration.
Nommé chevalier de l'ordre de Saint-Louis au retour du roi (1814), il parvient au grade de maréchal-de-camp,.
Président du conseil général du Loiret à trois reprises (1817, 1827 et 1829), Durfourt-Civrac est admis, le 30 janvier 1827, par droit héréditaire, à siéger à la Chambre des pairs en remplacement de son père décédé. Il prend rang parmi les plus zélés royalistes.
Ayant refusé, après la révolution de juillet 1830 de satisfaire à la loi du 31 août 1830 qui prescrivait le serment au nouveau roi, il est considéré comme démissionnaire.

### Postérité
- Il épousa, le 17 février 1801 à Klagenfurth[6] (Carinthie)[2], Anne (21 septembre 1775 - Fontpertuis, 3 mars 1853), fille d'Étienne de Jaucourt (1727-1780), colonel du régiment Royal-La-Marine (1772), dont il eut :
  - Émeric Laurent Paul Guy de Durfort-Civrac (3 mai 1802 - 15 septembre 1879), 3e duc de Lorges (1837-1879), chevalier de l'ordre équestre du Saint-Sépulcre de Jérusalem (20 juillet 1859), marié le 15 janvier 1823 avec Émilie Léonie (1802-1844), fille cadette de Charles Louis Yves du Bouchet de Sourches (1768-1815), marquis de Tourzel, 6e marquis de Sourches (1786), grand prévôt de France, dont :
    - Postérité ;

  - Marie Régine Olivie (1805 - 24 novembre 1876), mariée le 1er juin 1825 avec Emmanuel Philippe Thibaut (1789-1871), marquis de La Rochethulon, officier supérieur des gardes du corps du Roi, puis gentilhomme de la Chambre du roi Charles X de France, dont postérité ;
  - Louise Alexandrine Euxadie (1806-1867)[7] ;
  - Marie Césarine Clémence (Paris, 11 septembre 1808 - Château de Fontpertuis (Lailly-en-Val, Loiret), 6 décembre 1844), mariée le 18 mai 1835 avec François Louis Arthur du Lau (1806-1870), comte du Lau d'Allemans, dont postérité ;
  - Louis Albéric Aldonce (16 juin[7] 1810 - 26 novembre 1876), marquis de Durfort, marié le 23 janvier 1839 avec Alix du Plessis-Chatillon (1817-1860), dont :
    - Postérité ;

  - Marie Laurence Aliénor Marie Laurence Aliénor Marie Éléonore (Paris, 4 octobre 1812[2] ou 1816[7] - Château de Villefort (Yzernay, Maine-et-Loire), 3 août 1895), mariée, le 14 juin 1837, avec Edouard Henri ou René Olivier Victurnien de Colbert (1813-1891), marquis de Maulévrier.
  - Laurent Louis Septime (1815 - 21 décembre 1890), comte de Durfort, marié le 8 avril 1845 avec Isabelle de Gars de Courcelles (1823-1912), sans postérité.

## Distinctions

### Titres
- Un brevet du 3 février 1815 l'autorise à prendre sa vie durant le titre de duc de Civrac[2],[3],[8].
- 2e Duc de Lorges (1826-1867) ;
- Pair de France[9] :
  - Par droit héréditaire[9],
  - 30 janvier 1827 - 31 août 1830.

### Décorations
| Chevalier de Saint-Louis |

- Chevalier de Saint-Louis (1814)[4] ;

## Armoiries
Armes de cette brancheÉcartelé, aux 1 et 4 d'argent, à la bande d'azur ; aux 2 et 3 de gueules, au lion d'argent ; au lambel de gueules brochant sur les deux premiers cantons,.
- Couronne de duc[10].
- Supports : deux anges[10].

Cette branche ne porte le lambel que depuis 1775, époque à laquelle elle est devenue seconde branche de Lorges. Avant cette époque, elle portait, comme la branche de Duras, sans brisure,.